# Relais 4 × 400 mètres masculin aux championnats du monde d'athlétisme 1983
Navigation
Rome 1987
L'épreuve du relais 4 × 400 mètres masculin des championnats du monde d'athlétisme 1983 s'est déroulée les 13 et 14 août 1983 dans le Stade olympique d'Helsinki, en Finlande. Elle est remportée par l'équipe d'URSS (Sergey Lovachov, Aliaksandr Trashchyla, Nikolay Chernetskiy et Viktor Markin).

## Résultats

### Finale
| Rang               | Pays                 | Athlètes                                                                | Temps        | Notes |
| ------------------ | -------------------- | ----------------------------------------------------------------------- | ------------ | ----- |
| Médaille d'or      | Union soviétique     | Sergey Lovachov Aliaksandr Trashchyla Nikolay Chernetskiy Viktor Markin | 3 min 0 s 79 | CR    |
| Médaille d'argent  | Allemagne de l'Ouest | Erwin Skamrahl Jörg Vaihinger Harald Schmid Hartmut Weber               | 3 min 1 s 83 |       |
| Médaille de bronze | Royaume-Uni          | Ainsley Bennett Garry Cook Todd Bennett Philip Brown                    | 3 min 3 s 53 |       |
| 4                  | Tchécoslovaquie      | Miroslav Zahorak Petr Brecka Dušan Malovec Ján Tomko                    | 3 min 3 s 90 |       |
| 5                  | Italie               | Stefano Malinverni Donato Sabia Mauro Zuliani Roberto Ribaud            | 3 min 5 s 10 |       |
| 6                  | États-Unis           | Alonzo Babers Sunder Nix Willie Smith Edwin Moses                       | 3 min 5 s 29 |       |
| 7                  | Suède                | Tommy Johansson Eric Josjö Per-Erik Olsson Ulf Sedlacek                 | 3 min 8 s 57 |       |
| 8                  | Pologne              | Ryszard Wichrowski Ryszard Szparak Andrzej Stepien Ryszard Podlas       | DNF          |       |

## Légende
Records et Performances
- AR : Record continental (area record)
- CR : Record des championnats (championship record)
- MR : Record du meeting (meet record)
- NR : Record national (national record)
- OR : Record olympique (olympic record)
- PR : Record paralympique (paralympic record)
- PB : Record personnel (personal best)
- SB : Meilleure performance personnelle de la saison (season's best)
- WL : Meilleure performance mondiale de l'année (world leader)
- WJR : Record du monde junior (world junior record)
- WR : Record du monde (world record)

Circonstances et Conditions
- DNF : N'a pas terminé (did not finish)
- DNS : N'a pas pris le départ (did not start)
- DQ : Disqualification (disqualification)
- NM : Aucun essai valable enregistré (No Mark)
- Q : Qualifié « directement » au prochain tour (ou à la prochaine compétition), lors d'une compétition majeure, grâce au classement ou à la réalisation des minima (automatic qualifier)
- q : Qualifié au prochain tour (ou à la prochaine compétition), lors d'une compétition majeure, grâce au repêchage ou à la réalisation de l'une des meilleures performances parmi celles des « non qualifiés directement » (grâce au meilleur temps ou à la meilleure distance par exemple) (secondary qualifier)